# فاشتي كونينغام
فاشتي كونينغام (مواليد 18 يناير 1998 م) هي لاعبة أمريكية متخصصة في مسابقة القفز العالي.